# 명치

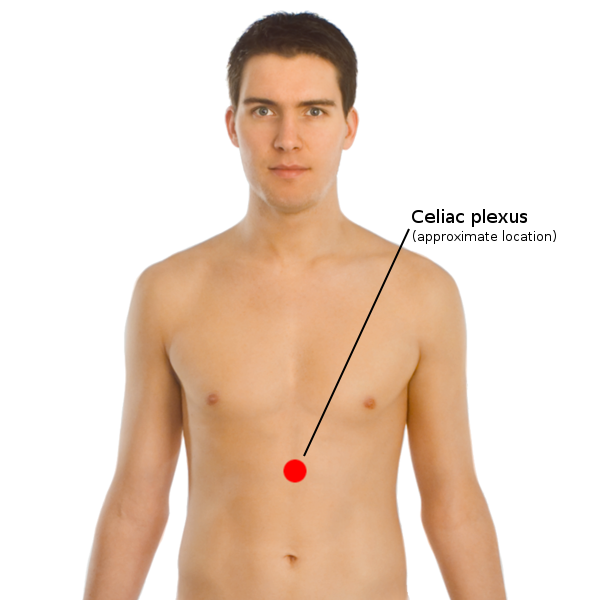
명치의 위치

명치는 가슴뼈 아래 한가운데의 오목한 곳으로 인체의 급소 중 하나다. 명치의 안쪽에는 복강신경총(腹腔神經叢)이라고 하는 신경총이 있다. 동양의학의 경락론에서 몸의 중심선을 따라 흐르는 임맥(任脈)의 구미(鳩尾)라는 경혈(經穴)이 명치다.

## 같이 보기
- 심장신경얼기